# Barbett
- A — bröstvärn
- B — skottglugg
- C — skyttebank
- D — kanonbank
- E — kanonbäddning

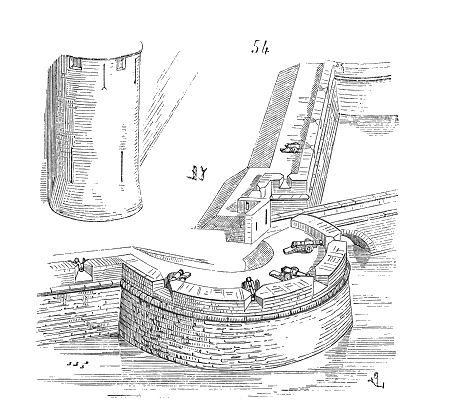
Ett kanonbatteri placerat i en barbett (barbettorn) på en befästning.

Fästningsvall (exempel) med bildnyckel:

Barbett (av franska: barbette) eller kanonbank avser i grunden en öppen skyttebank bakom bröstvärn med inrättning för uppställande av kanoner (en skyddad förhöjd pjäsplats).
Ibland avses en mindre plattform som kan särskiljas som barbettorn. Dito kan också avse vissa former av kanontorn.

## Till lands
Till land kan kanonbank avse flera olika befästningsformer. Vissa kanonbankar medger eld genom skottgluggar i bröstvärnet medan andra avser låta kanonerna skjuta över bröstvärnet i stället för genom skottglugg. Kanonbankar är främst öppna (utan tak) vilket möjliggör att kanonerna kan riktas i höga elevationsvinklar för lång räckvidd, med nackdelen att pjäserna och artilleristerna är öppna för konterbombardering.
Nordisk familjebok beskrev kanonbankar 1884 som följande (omstavat till nusvenska):
| ”                                                        | Kanonbank, befästningskonst, en bakom ett bröstvärn uppkastad jordbank, avsedd att därpå uppställa kanoner för skjutning över bröstvärnets krön. För fältpjäser erhålla kanonbankarna en bredd av omkring 5 meter och en längd bakåt av omkring 7 meter samt en höjd som är 1 meter lägre än bröstvärnets; de läggas vanligen i befästningens utgående hörn. En uppfart av 3 meter bredd leder från naturliga marken upp på banken. För att hämma rekylen kunna faskiner eller rekylkilar fastpålas vid kanonbankens bakre kant. I fästningar läggas kanonbankarna ovanpå vallgången och erhålla de dimensioner, som de olika pjäserna fordra. | „ |
| – Kanonbank i Nordisk familjebok (första upplagan, 1884) | |   |

### Knähöjd
Knähöjd är ett äldre begrepp för den höjd ett bröstvärn bör äga över en bakom liggande kanonbank för att möjliggöra att det inrättade batteriet bekvämt ska kunna skjuta över bröstvärnet. Denna höjd bestäms således olika för olika slags pjäser; för fältartilleri var knähöjden 1 m under slutet av 1800-talet.

## Till sjöss
På örlogsfartyg innebär barbett ett skydd tillverkat av plåt, fast monterat i fartygsdäcket runt det rörliga kanontornet. Denna plåt ger skydd åt kanonens nedre del, samt övre delen av ammunitionshiss och ammunition från underliggande däck in till kanonen. 

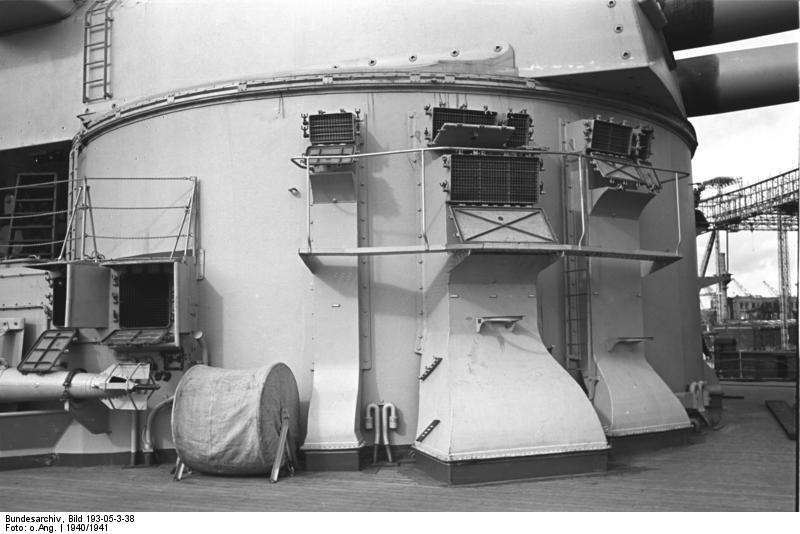
Barbett på ett av huvudbatterierna till slagskeppet Bismarck 1940.
Animerad bild av fartygskanon på slagskepp, med barbett (8).

### Barbettorn
I Nordisk familjebok från 1904 står följande om barbettorn (omstavat till nusvenska):
| ”                                                     | Barbettorn, ett fast pansartorn, som innesluter kanonlavettage och täckes av en vändskiva, på vilken en eller två svåra (grovkalibriga) kanoner vila. Dessa kanoner ligga således i allmänhet alldeles blottade (öppna), men deras bakre delar nedsänkas i tornet, då laddning skall ske. Kanonbetjäningarna äro följaktligen städse skyddade av tornpansaret. Barbettorn användas icke på nyare örlogsfartyg, men förekomma på en del äldre. Å svenska flottans fartyg finnas icke några sådana torn. | „ |
| – Barbett i Nordisk familjebok (andra upplagan, 1904) | |   |

### Halvbarbett
Nordisk familjebok (1904) följer barbettorn med en beskrivning om en så kallad halvbarbett (omstavat till nusvenska):
| ”                                                     | Halvbarbett eller hal barbettorn kallas ett barbettorn, vars kanoner skyddas av en på lavettaget eller vändskivan vilande pansarsköld eller pansarkåpa. | „ |
| – Barbett i Nordisk familjebok (andra upplagan, 1904) | |   |